# メディカルワイド
『メディカルワイド』は、ラジオNIKKEI第1放送が1954年8月の開局時（日本短波放送時代）から編成している医療情報番組枠である。

## 概要
日本医師会をはじめとする医療学術諸団体と製薬会社各社の協賛枠であり、医療従事者向けの番組群を放送している。
2016年1月時点での編成時間は毎週月曜 - 木曜 20:10 - 21:30 と日曜 21:00 - 21:30 （日本標準時）。当初は毎日 20:10 - 22:00 に編成されていたが、後に放送枠が縮小し、なおかつ金曜と土曜の放送が無くなった。また、2011年10月の改編前までは一時日曜の放送も無かった。これは、2002年から2011年9月までは第1放送そのものが月曜 - 木曜には遅くとも23:00、金曜には23:45、土曜と日曜には21:00までに終了していたためである。2016年12月に『日曜患者学校』が終了したため、再び日曜日の放送が消滅した。
2019年4月改編より、月・火・木曜に放送される番組を23時台に移動させる改編を行った。この3曜日は23:00からの番組前と23:50までの番組直後には、医療従事者向けの放送を開始・終了する旨をアナウンスする。
2019年11月改編より4月改編で移動せずに居残っていた「感染症TODAY」が月曜23:30に移動し、水曜も消滅した。
本枠放送番組は短波での生放送のほか、インターネットラジオ放送（radikoでの生放送、ラジオNIKKEI公式サイトでのオンデマンド（ストリーミング）配信、ポッドキャスティング）、放送番組の内容をテキスト化したPDFファイルの配布も行っている。

## 放送番組

### 2019年11月時点での放送番組
| 時間帯＼曜日  | 月曜                              | 火曜                                                 | 木曜 |
| ------------- | --------------------------------- | ---------------------------------------------------- | --- |
| 23:00 - 23:15 | 杏林シンポジア 協賛：杏林製薬     | ドクターサロン 協賛・杏林製薬                        | ドクターサロン 協賛・杏林製薬 |
| 23:15 - 23:30 | マルホ皮膚科セミナー 協賛：マルホ | 小児科診療 UP-to-DATE 協賛：マルホ                   | 薬学の時間 企画：日本薬剤師会 協賛：同会加盟製薬会社各社                                                                                   |
| 23:30 - 23:45 | 感染症TODAY 協賛：塩野義製薬      | 医学講座 企画：日本医師会 協賛：同会加盟製薬会社各社 | 漢方トゥディ（第1週・第3週） 協賛：ツムラ 井手口直子のメディカル・カフェ（第2週・第4週） 協賛：武田テバ （武田テバファーマ・武田テバ薬品） |
| 23:45 - 23:50 |                                   | 医学講座 企画：日本医師会 協賛：同会加盟製薬会社各社 | 漢方トゥディ（第1週・第3週） 協賛：ツムラ 井手口直子のメディカル・カフェ（第2週・第4週） 協賛：武田テバ （武田テバファーマ・武田テバ薬品） |

※空欄は、医療関係以外の一般番組（『クラシックカフェ』などのフィラー音楽番組を含む）を放送する時間帯を指す。

### 終了した番組
- 日産婦医会 産婦人科アワー → 日産婦医会アワー（2006年3月終了、企画：日本産婦人科医会）
- Monthly ワクチン info （第3月曜日、2013年4月 - 2015年3月、協賛：田辺三菱製薬）
- スズケンDIアワー（木曜 20:25 - 20:40、開始・終了時期不詳、協賛：スズケン）
- 病薬アワー（月曜 20:10-20:25　企画：日本病院薬剤師会　協賛：MSD　1967年10月開始・2016年12月終了）
- 薬剤師ライフ!〜毎日をハッピーに〜（火曜 20:10-20:25　協賛：クラシス、パーソナリティ：久保恵子　2015年12月開始・2016年12月終了）
- 心臓財団虚血性心疾患セミナー（火曜21:00-21:15　企画：日本心臓財団　協賛：トーアエイヨー）
- 日曜患者学校（日曜21:00-21:30　2016年12月終了）